# Straight to the Bank
Straight to the Bank – pierwszy singel 50 Centa z albumu Curtis. Wyprodukowany przez Ty Fyffe oraz Dr. Dre. W utworze udzielał się Tony Yayo, śmiejąc się w refrenie.

## Listy Przebojów
| Lista (2007)                               | Miejsce |
| ------------------------------------------ | ------- |
| U.S. Billboard Hot 100                     | 32      |
| U.S. Billboard Hot R&B/Hip-Hop Songs       | 30      |
| U.S. Billboard Hot Rap Tracks              | 10      |
| U.S. Billboard Pop 100                     | 24      |
| SNEP - Francja                             | 38      |
| German Singles Chart                       | 33      |
| Austrian Singles Chart                     | 60      |
| Swedish Singles Chart                      | 53      |
| Finish Singles Chart                       | 7       |
| ARIA Charts Australian Digital Track Chart | 44      |